# 肯蒂什鎮
肯蒂什鎮（Kentish Town）是位於倫敦西北部的一個地區，地處康登鎮北側，屬於康登倫敦自治市。肯蒂什鎮地鐵站在二戰期間曾作為防空洞使用。這一地區仍保留有不少古建築。

## 交通
肯蒂什鎮有一系列交通路線：肯蒂什鎮火車站有泰晤士连线和伦敦地铁服務。除此之外，倫敦市交通局在這個地區有數個伦敦地铁站、地上铁站 (肯蒂什镇西站和卡姆登路站) 和數條公車路線。公車路線大部分进入伦敦市中心或其周边地区。

### 公車路線
88（24小時）、134（24小時）、214（24小時）、393和N20

### 鐵路车站
- 肯蒂什镇站
- 福音橡站
- 肯蒂什镇西站
- 卡姆登路站
- 卡姆登镇站
- 卡利多尼安路站